# Distrito electoral de McArdle (condado de Douglas, Nebraska)
McArdle (en inglés: McArdle Precinct) es un distrito electoral ubicado en el condado de Douglas en el estado estadounidense de Nebraska. En el Censo de 2010 tenía una población de 22241 habitantes y una densidad poblacional de 1.227,98 personas por km².

## Geografía
McArdle se encuentra ubicado en las coordenadas 41°16′43″N 96°8′36″O / 41.27861, -96.14333. Según la Oficina del Censo de los Estados Unidos, McArdle tiene una superficie total de 18.11 km², de la cual 17.96 km² corresponden a tierra firme y (0.86%) 0.16 km² es agua.

## Demografía
Según el censo de 2010, había 22241 personas residiendo en McArdle. La densidad de población era de 1.227,98 hab./km². De los 22241 habitantes, McArdle estaba compuesto por el 87.58% blancos, el 4.13% eran afroamericanos, el 0.36% eran amerindios, el 5.21% eran asiáticos, el 0.09% eran isleños del Pacífico, el 0.8% eran de otras razas y el 1.83% pertenecían a dos o más razas. Del total de la población el 3.26% eran hispanos o latinos de cualquier raza.